# Тайваньский серау
Тайваньский серау (лат. Capricornis swinhoei) — парнокопытное млекопитающее из подсемейства козлиных семейства полорогих. Эндемик и единственный представитель семейства полорогих на острове Тайвань (кроме интродуцированных видов). Видовое название дано в честь британского зоолога Роберта Свайно (1836—1877).

## Описание
Тайваньский серау — самый мелкий из серау. Длина его тела составляет от 80 до 115 см, хвост редуцирован. Высота в холке составляет примерно 60 см, а вес примерно 30 кг. Шерсть тёмно-коричневого окраса, вдоль спины по хребту проходит тёмная полоса. У самцов и самок имеются изогнутые назад рога длиной примерно 15 см.

## Образ жизни
Естественная среда обитания вида — скалистые горные регионы, а также леса. Животные обитают чаще на высоте от 1000 до 2000 м, но могут подниматься и до высоты свыше 3000 м над уровнем моря. Это медленные, но искусные скалолазы, которые ищут пищу преимущественно утром и вечером. Они питаются травами, листьями и другим растительным материалом. Держатся чаще поодиночке, однако, имеются сведения и о небольших группах.